# Breno Lopes (calciatore 1996)
Breno Henrique Vasconcelos Lopes, noto semplicemente come Breno Lopes (Belo Horizonte, 24 gennaio 1996), è un calciatore brasiliano, attaccante del Fortaleza.

## Caratteristiche tecniche
È un'ala sinistra.

## Carriera
Ha debuttato in Série A il 15 novembre 2020 giocando con la maglia del Palmeiras l'incontro vinto 2-0 contro il Fluminense. Nel gennaio 2021 un suo gol all'ottavo minuto di recupero del secondo tempo ha deciso l'edizione 2020 della Coppa Libertadores, vinta dal Palmeiras contro il Santos.

## Palmarès

### Club

#### Competizioni internazionali
- Coppa Libertadores: 2

Palmeiras: 2020, 2021
- Recopa Sudamericana: 1

Palmeiras: 2022

#### Competizioni nazionali
- Coppa del Brasile: 1

Palmeiras: 2020
- Campionato brasiliano: 2

Palmeiras: 2022, 2023
- Supercoppa del Brasile: 1

Palmeiras: 2023

#### Competizioni statali
- Campionato paulista: 2

Palmeiras: 2022, 2024